# Safia obscisana
Safia obscisana là một loài bướm đêm trong họ Noctuidae.